# اریستوس ۱۹۷

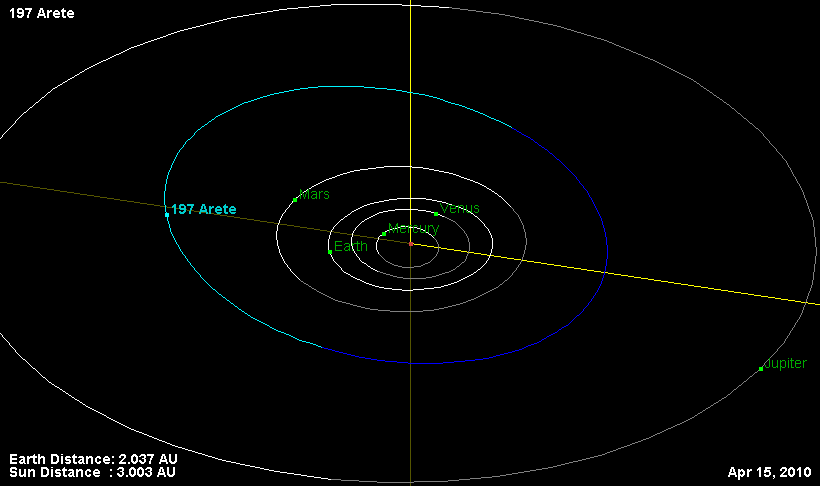
نمایی از محل قرارگیری سیارک اریستوس ۱۹۷ در مدار – ۲۰۱۰

سیارک ۱۹۷ (به انگلیسی: 197 Arete) صد و نود و هفتمین سیارک کشف شده‌است که در ۲۱ مه ۱۸۷۹ کشف شد.
قدر مطلق سیارک برابر ۹٫۱۸ است.